# Assigny, Cher
Assigny är en kommun i departementet Cher i regionen Centre-Val de Loire i de centrala delarna av Frankrike. Kommunen ligger  i kantonen Vailly-sur-Sauldre som tillhör arrondissementet Bourges. År 2022 hade Assigny 152 invånare.

## Befolkningsutveckling
Antalet invånare i kommunen Assigny
Referens:INSEE